# Yarrow Shipbuilders
Yarrow Shipbuilders Limited, appelée plus simplement Yarrow, est une importante entreprise de construction navale écossaise.
Elle fait maintenant partie de BVT Surface Fleet, une coentreprise entre BAE Systems et VT Group.
Cette entreprise comprend également le chantier naval Govan. Il est situé dans le quartier Scotstoun de Glasgow, sur la Clyde, fleuve majeur d'Écosse.

## Histoire

### Origines à Londres
La société a été fondée par Alfred Yarrow, plus tard Sir Alfred Yarrow, 1er Baronnet, en 1865 sous le nom de Yarrow & Company, Limited. À l'origine, elle était basée à Folly Wall, à Poplar, puis en 1898, au fur et à mesure de la croissance de la société, Yarrow a déménagé son chantier naval à London Yard, Cubitt Town. Des centaines de vedettes à vapeur, de navires lacustres et fluviaux, et finalement les premiers destroyers de la Royal Navy, de la classe Havock, ont été construits dans les chantiers navals londoniens de Yarrow entre 1869 et 1908. Yarrow était également un constructeur de chaudières, et un type de chaudière à tubes d'eau développé et breveté par la société était connu sous le nom de "Yarrow boiler", utilisé pour la première fois dans un torpilleur en 1887 et utilisé plus tard pour un certain nombre d'applications, de l'usine de propulsion du RMS Queen Mary à la locomotive LNER classe W1. La diversification dans la fabrication de chaudières, y compris les grosses chaudières pour la production d'électricité, a permis à la société de survivre aux années de vaches maigres pour la construction navale. Alfred Yarrow était un ingénieur naval inventif, et a été responsable d'un certain nombre d'innovations qui ont conduit au développement de navires de guerre de plus en plus rapides. Finalement, dans la Royal Navy et à l'étranger, on a appris qu'un "navire Yarrow était un navire rapide", et la société a construit le premier navire de guerre au monde à dépasser les 30 nœuds, puis, plus tard, les 40 nœuds. Sir Alfred Yarrow a été fait chevalier pour services rendus à l'effort de guerre en 1916. Il a été un bienfaiteur notable de nombreuses organisations caritatives.

### Déménagement à Glasgow

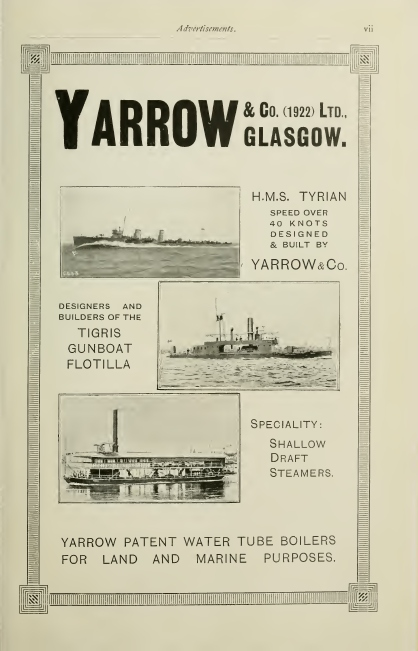
Une publicité pour Yarrow & Co. Ltd. dans le Brassey's Naval Annual de 1923, mettant en vedette le destroyer de classe S HMS Tyrian et la canonnière de classe Fly.

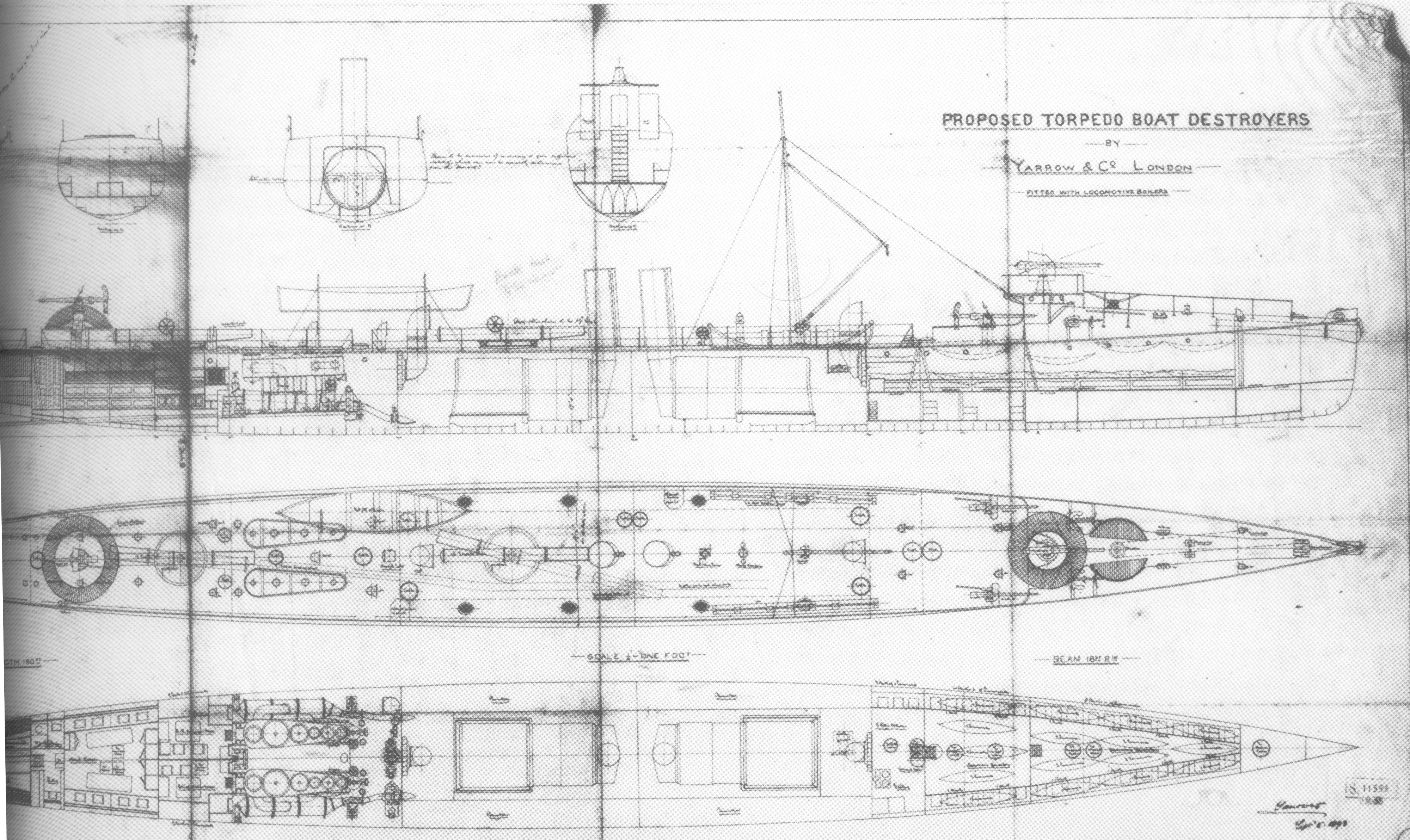
Présentation générale des destroyers de la classe Charger construits par Yarrow & Co. à Poplar, Londres, 1894-95.

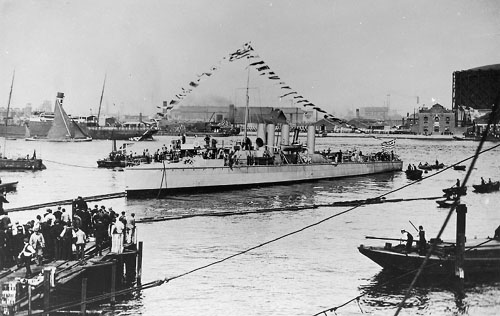
Un destroyer de la classe Thyella pour la Marine de guerre hellénique lancé au chantier naval Yarrow de Londres à Cubitt Town, 1906.

Malgré un déménagement des chantiers, Yarrow a dépassé en capacité son site londonien et cela, ainsi que le coût du terrain et de la main-d'œuvre à Londres, a conduit à un second déménagement vers ce qui était à l'époque un site vierge à Scotstoun, à l'ouest de Glasgow, à partir de 1906. Entre 4 000 à 5 000 tonnes de matériel ont dû être transportées, des maquettes aux machines-outils lourdes. Chaque jour, un train de quarante à cinquante wagons quittait l'usine de Poplar. Le premier navire lancé de la nouvelle usine de Scotstoun le 14 juillet 1908 était le navire de tête des destroyers de la classe Pará de la marine brésilienne. Sir Harold Yarrow, fils aîné de Sir Alfred Yarrow, a supervisé le déménagement en Écosse alors qu'il n'avait encore qu'une vingtaine d'années et a dirigé la compagnie en Écosse. La société a également créé la coentreprise Coventry Ordnance Works en 1905, et a construit une grande usine près de son chantier naval de Scotstoun en 1910. Pendant la Première Guerre mondiale, la société a développé la prothèse Erskine avec Sir Yarrow et Sir Harold Yarrow a été l'un des fondateurs de l'hôpital Erskine pour les anciens combattants handicapés. Les ateliers de Yarrow ont été utilisés pour fabriquer des membres artificiels sans aucun profit.
La société Yarrow a été l'un des premiers constructeurs mondiaux de destroyers et de frégates, construisant des navires pour la Royal Navy et de nombreux clients à l'exportation. Pendant de nombreuses années jusqu'aux années 1960, Yarrow a également construit un grand nombre de navires marchands, se spécialisant notamment dans les bateaux fluviaux pour les fleuves et les lacs de Birmanie, d'Inde, d'Afrique et d'Amérique du Sud.
Plusieurs de ces navires ont été construits pour servir sur des lacs qui n'avaient pas d'accès navigable pour les livrer par mer. Ils ont donc été construits comme des "knock downs", c'est-à-dire qu'ils ont été assemblés temporairement dans le chantier naval, démontés en un grand nombre de sections et transportés sur le lac, où ils ont été assemblés de façon permanente et mis à l'eau. Le chantier naval Scotstoun de Yarrow a construit le ferry "knock down" MV Ilala pour le protectorat Nyasaland en 1949. Il a été achevé et lancé sur le lac Nyasa (aujourd'hui lac Malawi) en 1951. Le chantier a construit trois ferries "knock down" pour le lac Victoria en Afrique de l'Est. Le RMS Victoria a été construit à Scotstoun en 1960 et remonté au port kényan de Kisumu sur le lac en 1961. Les traversier-rails MV Umoja et MV Uhuru ont été construits à Scotstoun en 1965, et remontés à Kisumu en 1965 et 1966.
Au total, Yarrow a construit environ 400 navires sur la Clyde - ces navires peuvent être retracés en détail dans la base de données des navires construits sur la Clyde regroupant plus de 35 000 navires(Scottish built ships database)
Le chantier a continué à s'étendre pendant l'après-guerre, en acquérant et en intégrant le chantier naval de la société voisine Blythswood Shipbuilding Company, elle-même fondée en 1919, à l'Est du chantier Yarrow en 1964. La nouvelle acquisition a été utilisée par Yarrow pour agrandir son chantier naval, avec la construction de trois postes d'amarrage couverts et d'un bloc de bureaux techniques de six étages, entreprise sur le site de l'ancien chantier naval Blythswood à la fin des années 1960, avec l'aide d'une subvention gouvernementale. D'autres chantiers voisins ont été acquis pour allonger le front de mer et fournir des installations supplémentaires, le prix d'un de ces chantiers étant négocié par Sir Eric Yarrow sur le terrain de golf avec Sir John Hunter. Eric Yarrow avait replacé son père à sa mort en tant que président en 1962, devenant ainsi la troisième génération de la famille à diriger l'entreprise.
Pendant cette période, Yarrow a participé à la conception et à la construction de nombreuses classes d'escorteurs d'après-guerre de la Royal Navy, notamment la classe Tribal Type 81, la classe Blackwood Type 14 et les frégates de la classe Rothesay Type 12M. La compagnie a également participé au programme de la classe Leander. Au cours des années 1960, des navires ont été construits pour les marines d'Afrique du Sud, du Chili, de Malaisie, de Thaïlande, de Nouvelle-Zélande et d'Iran.

### Upper Clyde Shipbuilders et leurs conséquences
En 1968, la société a été intégrée à Upper Clyde Shipbuilders, qui s'est effondrée en 1971, mais Yarrow avait déjà quitté la coentreprise UCS en avril 1970, seule division rentable de l'entreprise commune. En 1974, elle a acquis le chantier naval voisin Elderslie Dockyard, appartenant à Barclay Curle, qui se trouvait à l'ouest du chantier Yarrow et comprenait un vaste complexe de trois cales sèches construites à l'origine en 1904 (cale sèche no 1), 1933 (cale sèche no 2) et 1965 (cale sèche no 3). Pendant cette période, Yarrow a participé au programme de la frégate de classe Leander type 12I ainsi qu'à la frégate de la classe Condell pour la marine chilienne et à la conception de la frégate de la classe Nilgiri pour la marine indienne.
L'investissement à long terme dans les installations et les solides références en matière de fabrication, combinés au développement du Yarrow Admiralty Research Department (YARD) (département de recherche de l'Amirauté Yarrow), ont fait en sorte que lorsque le nombre de chantiers navals de guerre a été considérablement réduit par la marine dans les années 1970, Yarrow a été choisi comme l'un des principaux entrepreneurs aux côtés de Swan Hunter, Vosper (pour les Type 21) et Cammell Laird. Le Type 21 a été le premier type de navire de la Marine à être un modèle combiné de turbine à gaz et de diesel, utilisant la variante marine de la turbine à gaz Rolls Royce Olympus (également utilisée dans le Concorde). 5 des 8 Type 21, 10 des 14 Type 22, 12 des 16 Type 23 et tous les Type 45 ont été construits à Scotstoun, ce qui démontre la domination de l'entreprise sur le marché des navires de surface de la Royal Navy de taille moyenne. L'élégance, l'esthétique et les performances sportives des frégates Type 21 ont valu aux capitaines de ces navires d'être appelés "boy racers". Le navire pouvait s'arrêter à pleine vitesse sur une longueur deux fois celle du navire. Le HMS Ardent a été détruit par un avion argentin dans le détroit des Falkland en mai 1982 pendant la guerre des Malouines. Tous les Type 21 construits par Yarrow ont servi aux Malouines.

### Nationalisation

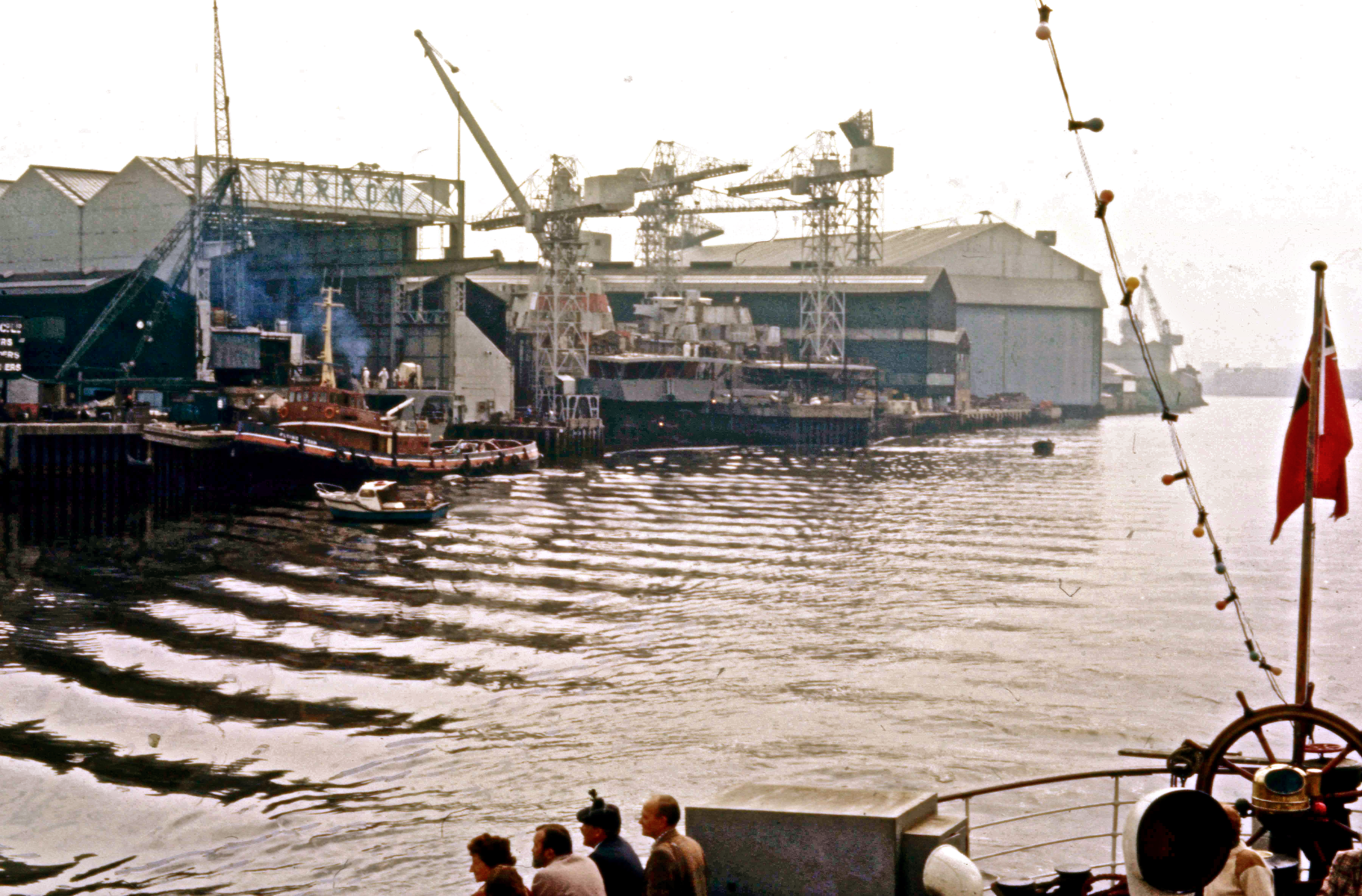
Juin 1979 - Navires polonais en construction.

En 1977, le gouvernement travailliste de James Callaghan a adopté la loi sur les industries de l'aviation et de la construction navale de 1977 (Aircraft and Shipbuilding Industries Act 1977), qui a nationalisé Yarrow (Shipbuilders), Limited, et l'a regroupée avec d'autres grands chantiers navals britanniques pour en faire une division au sein de British Shipbuilders. Le dernier navire lancé en propriété privée fut le HMS Battleaxe, un Type 22 lancé par Audrey Callaghan, l'épouse du Premier ministre. L'investissement s'est poursuivi dans le chantier, avec la construction d'un grand hall de fabrication en plastique à renfort de verre (PRV) à l'extrémité Ouest du chantier, à côté des cales sèches d'Elderslie à la fin des années 1970. La cale sèche no 1 a également été recouverte. C'était en préparation du projet de navire de contre-mesures anti-mines de la classe Hunt, bien que seuls deux navires de cette classe aient finalement été construits à Yarrow. Le hall, longtemps désaffecté, a ensuite été démoli en 2008. La société mère, Yarrow PLC, a conservé la propriété des actifs non liés à la construction navale, y compris YARD Ltd. Yarrow PLC a ensuite été vendue à CAP Ltd au milieu des années 1980, et est à son tour devenue la propriété de Sema Group PLC et de Schlumberger.

### Privatisation

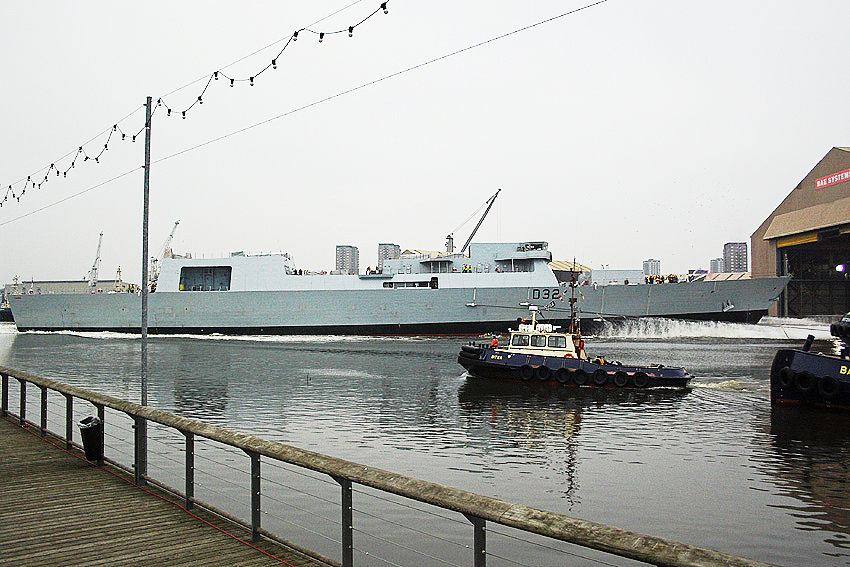
Lancement du, un destroyer Type 45 de l'ancien chantier YSL, devenu BAE Systems en 2006.

Le gouvernement successeur de Margaret Thatcher a lancé un programme de privatisation et le rentable Yarrow a été l'un des premiers désinvestissements des chantiers navals britanniques. Il a été vendu en 1985 à la division GEC-Marconi de General Electric Company (GEC), qui est devenue Marconi Marine (YSL). GEC a lancé un programme d'investissement majeur, qui a abouti à la construction d'un grand Module Hall, au nord des postes d'amarrage des bâtiments couverts, en 1987. Les principaux travaux entrepris pendant cette période concernaient les frégates de la classe Broadsword Type 22 et de la classe Duke Type 23 pour la Royal Navy et la frégate de la classe Lekiu pour la marine royale malaisienne. En 1999, Marconi Electronic Systems a été vendue à British Aerospace, créant ainsi BAE Systems. Marconi Marine (YSL) a ensuite été intégrée à BAE Systems Marine. Depuis 2009, YSL fait partie de BAE Systems Surface Ships, une filiale de BAE Systems.

### Yarrows au Canada
Yarrows Ltd. est un important chantier naval situé à Esquimalt, en Colombie-Britannique, sur la côte ouest de l'île de Vancouver, au Canada. Créé en 1893 par W. Fitzherbert Bullen sous le nom d'Esquimalt Marine Railway Co. puis de B.C. Marine Railway Co., il exploite de petits chemins de fer maritimes à Victoria et à Vancouver. Sir Alfred Yarrow achète le chantier en 1913, le rebaptise Yarrows Ltd. et installe comme directeur son fils, Norman Yarrow. Dès ses débuts, le chantier construit des navires pour le Canadien Pacifique (Canadian Pacific Railway), puis il se développe pendant la Première Guerre mondiale pour réparer et réaménager de nombreux navires pour la Royal Navy, employant jusqu'à 800 hommes. À la fin des années 1920, la grande cale sèche d'Esquimalt est achevée. Pendant la Seconde Guerre mondiale, la société a produit des corvettes, des frégates, des navires de débarquement et des ferries de transport pour la Royal Navy et la Marine royale canadienne, ainsi que des cargos. Elle a également armé des navires civils et en a réaménagé au moins un pour en faire un transporteur de troupes.
À son apogée, 3 500 hommes et femmes travaillaient pour Yarrows dans le chantier naval. Après la guerre, la famille Yarrow a vendu le chantier à la Burrard Dry Dock (cale sèche Burrard). Le chantier est fermé en 1994 et la cale sèche et la propriété font maintenant partie de la base des Forces canadiennes Esquimalt.